# Filadelfie
Filadelfie (anglicky Philadelphia, často zkráceně Philly) je největší město Pensylvánie. Leží v severovýchodní části Spojených států, v jihovýchodním cípu Pensylvánie na soutoku řek Delaware a Schuylkill River, přibližně 100 km západně od pobřeží Atlantského oceánu. Je součástí megapole BosWash. V roce 2010 mělo město 1 526 000 obyvatel, celá metropolitní oblast pak přes 6 milionů obyvatel, což z ní dělá devátou nejlidnatější metropolitní oblast země.
Město má velmi významné postavení v historii Spojených států, byly zde sepsány Deklarace nezávislosti a Ústava Spojených států. V letech 1790–1800 sloužilo jako hlavní město USA.  Koncem října 1918 tam probíhal „Kongres Středoevropské Unie“, jejímž prezidentem byl zvolen Tomáš Garrigue Masaryk.
Město je díky své bohaté historii vyhledávaným turistickým cílem, jakož i významným centrem umění. V místním Muzeu umění jsou vystaveny unikatní sbírky z celého světa. Zároveň je význačným centrem hudby a sportu (sídlí zde pět profesionálních sportovních klubů), má dokonce svou vlastní kuchyni, jejíž vyhlášenou specialitou je Cheesesteak (sandwich s najemno krájeným hovězím masem a rozteklým sýrem). Díky své poloze mezi Washingtonem, D.C. a New Yorkem jde také o významné finanční centrum a dopravní křižovatku.
Ve městě se nachází řada univerzit a vysokých škol, mezi nimi i University of Pennsylvania. Filadelfie je rovněž sídelním městem arcibiskupa filadelfské arcidiecéze, který je zároveň metropolitou Provincie Pensylvánie. 

## Původ názvu
Název města pochází z řečtiny a znamená bratrská láska (filos – láska, adelfos – bratr). Z toho důvodu Filadelfie bývá označována jako Město bratrské lásky. 

## Historie

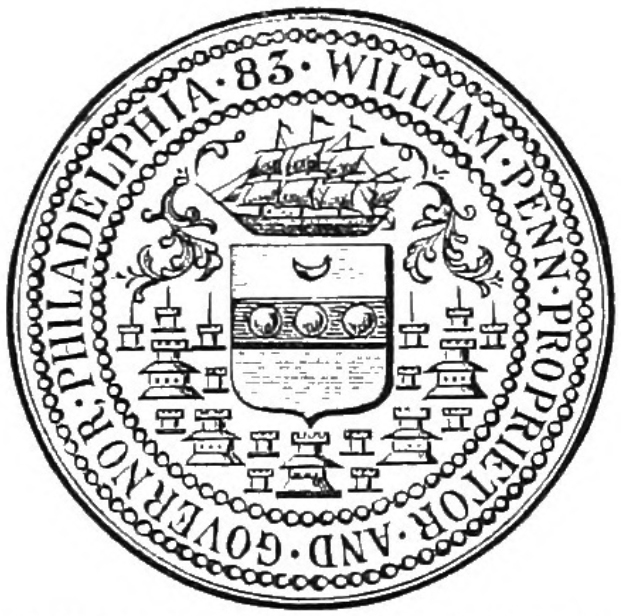
Pečeť města Philadelphia z roku 1683

Místo bylo původně osídleno indiánským kmenem Delawarů.
Prvními Evropany, kteří se zde usadili, byli v roce 1640 Švédové, ale oblast byla pravděpodobně již dříve odkoupena mořeplavcem a kartografem Augustinem Heřmanem pro Nizozemskou západoindickou společnost. V roce 1681 získal území pro Britskou korunu anglický kvaker William Penn. A o rok později, v roce 1682, zde bylo založeno město Philadelphia jako hlavní město Pensylvánie.
V roce 1701 obdrželo městská práva. Na počátku 18. století přišla do Filadelfie početná skupina imigrantů ze Skotska, Irska a Německa. V roce 1723 se do města přistěhoval státník, vědec a filosof Benjamin Franklin a Filadelfie se postupně stává hlavním centrem proti britské svrchovanosti. V letech 1774, 1775 a 1776 zde postupně dochází k prvnímu a druhému Kontinentálnímu kongresu a následně k vyhlášení nezávislosti Spojených států amerických. V letech 1777 a 1778 se město vrátilo zpět do držení Britské koruny. V roce 1787 zde byla přijata Ústava Spojených států amerických. V letech 1790 až 1800 byla Filadelfie hlavním městem Spojených států amerických.
Na počátku 19. století byla Filadelfie největším a nejdůležitějším městem Spojených států. Do poloviny 19. století byla hlavním finančním centrem Spojených států. Byla také hlavním centrem v boji proti otroctví.

## Městské čtvrtě

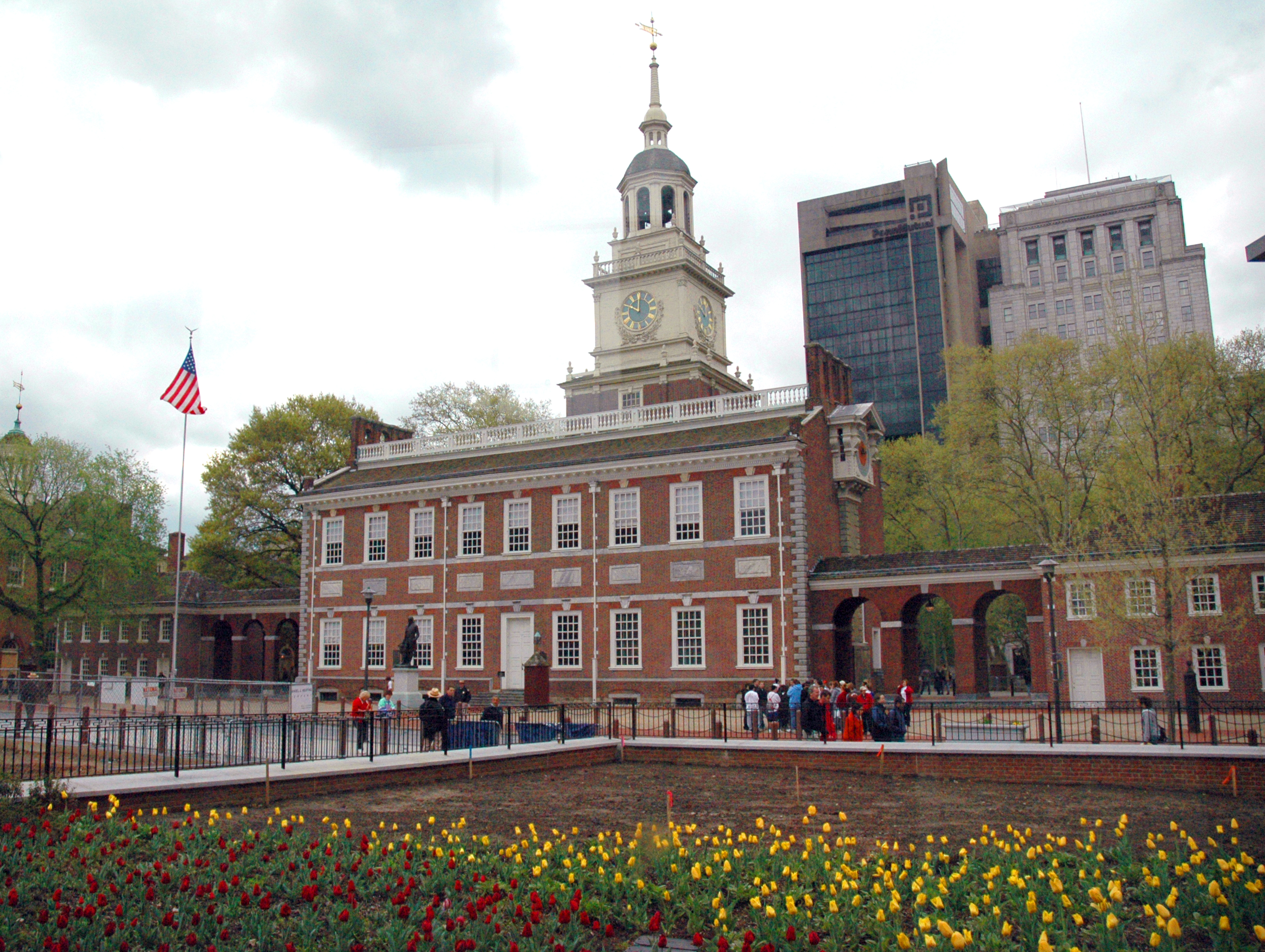
Independence Hall

Původním místem osídlení Filadelfie jsou čtvrti Old Town a Society Hill, nachází se v centrální části města (na jihovýchodě), na pravém břehu řeky Delaware. Tvoří je převážně cihlové domy z 18. a 19. století. Velmi významnou z hlediska historie Spojených států je oblast nazývaná Independence National Historic Park, park s řadou historických budov západně navazuje na čtvrť Old Town.

### Independence National Historic Park
Independence National Historic Park (Národní historický park nezávislosti) je park s řadou historických budov v centru Filadelfie, rozkládá se na ploše přibližně 20 ha (0,2 km2). K nejvýznamnějším památkám náleží budova Independence Hall vystavěná v georgiánském stylu, kde se 4. července 1776 sešli zástupci třinácti kolonií, aby sestavili Deklaraci nezávislosti. Za budovou leží náměstí Independence Square, kde byla Deklarace poprvé veřejně přečtena. Dříve byla umístěna v budově další významná památka zvon Liberty Bell (Zvon svobody), nyní je samostatně v Liberty Bell Center. Zvon pochází z roku 1752 a používal se při významných příležitostech. K dalším významným budovám v parku náleží Congress Hall, místo zasedání kongresu Spojených států (v době, kdy byla Filadelfie hlavní město) a Old City Hall, stavba z roku 1791, původní místo Nejvyššího soudu USA. Dále Library Hall z roku 1790 a Carpenter's Hall, nejstarší cech v zemi (založen 1724). Východně od Independence Hall leží Philosophical Hall, sídlo americké filosofické společnosti (založené roku 1743 B. Franklinem) a Second Bank of the US, mramorová stavba z roku 1824 dle vzoru řeckého Parthenonu, dříve sídlo federální národní banky, nyní National Portrait Gallery.

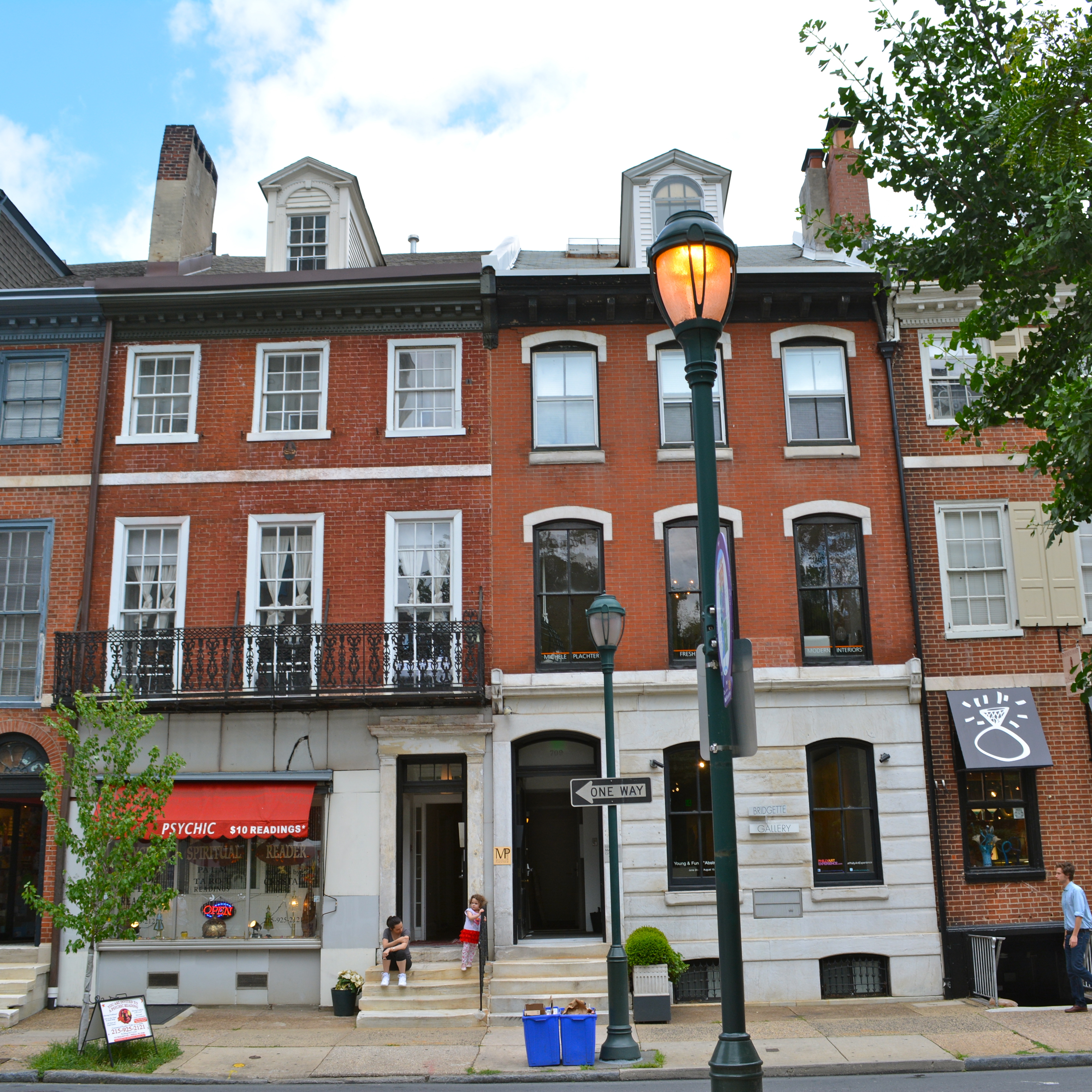
Čtvrť Society Hill

### Old City a Society Hill
Východně od Independence Nat. Historic Park leží Old City (Staré Město). V sedmdesátých letech minulého století prošla čtvrť rekonstrukcí, v přízemí obytných domů se nachází galerie, knihkupectví a další místní malé obchody. Elfreth's Alley je považována za nejstarší obývanou ulici ve Spojených státech. Čtvrť Society Hill tvoří především historické dvou až trojpodlažní cihlové řadové rodinné domy. Charakteristické jsou barevné dřevěné okenice a dveře domů. Místy malé tabulky na domech informují o historii domu a prvních nájemnících. Centrum čtvrti leží na náměstí Washington Square.

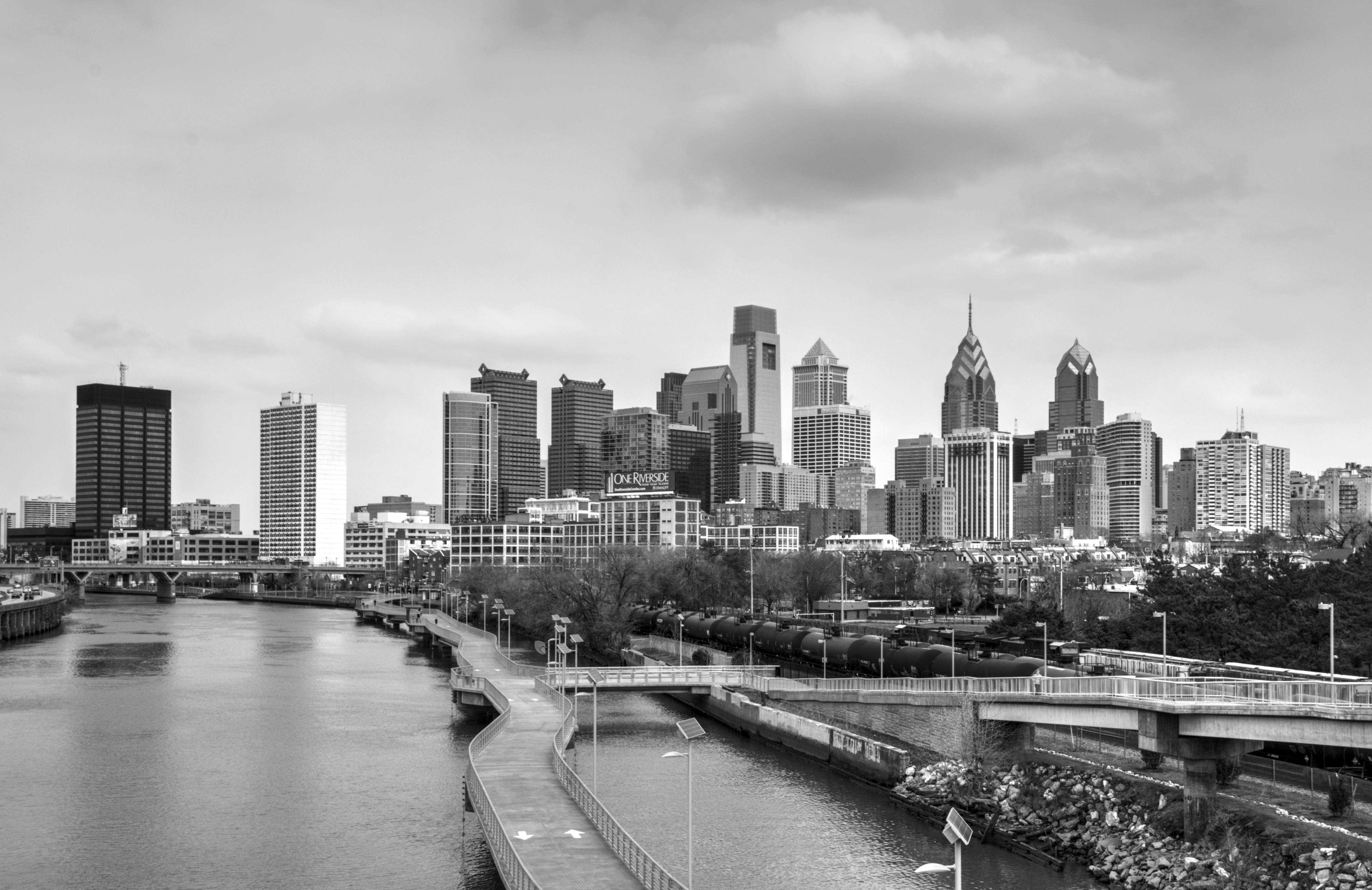
Center City, Filadelfie

### Center City, Logan Square a Rittenhouse Square
Západně od historické části města (Old City a Society Hill) leží střed Center City (Center City je definována jako oblast) s jednou z dominant Filadelfie, budovou radnice (City Hall, na náměstí Penn Square). Stavba byla dokončená v roce 1901 a s výškou 167 m patřila ve své době k nejvyšším stavbám na světě (respektive byla v letech 1894–1908 nejvyšší obytnou nesakrální stavbou na světě). Naproti radnici stojí rozlehlý zednářský chrám, stavba 1868–1873 v normanském slohu. Západně od radnice a Penn Square leží ulice JFK Boulevard (ve čtvrti Logan Square), v jejím okolí se nachází nejvyšší výškové budovy ve městě. Oblast je hlavní finanční čtvrtí města, jsou zde velké hotely, muzea, koncertní sály, obchody a restaurace. Nejvyšší budovou ve městě je Comcast Center s 297 m, stavba z let 2005–2008. Nicméně známější je design druhé nejvyšší budovy ve městě One Liberty Place z roku 1987, má 288 m. V severovýchodní části čtvrti, zejména v okolí třídy Benjamin Franklin Parkway, se nachází tzv. Museum District. Je zde řada muzeí, k nejvýznamnějším náleží Philadelphia Museum of Art a Franklin Institute Science Museum. Na Logan Square navazuje jižně čtvrť Rittenhouse Square, částečně také s výškovými budovami, rovněž s historickými výškovými budovami a s původní cihlovou zástavbou místy nahrazenou novostavbami. Střed čtvrti je na stejnojmenném náměstí Rittenhouse Square, plném zeleně se sochami a stánky s uměním.

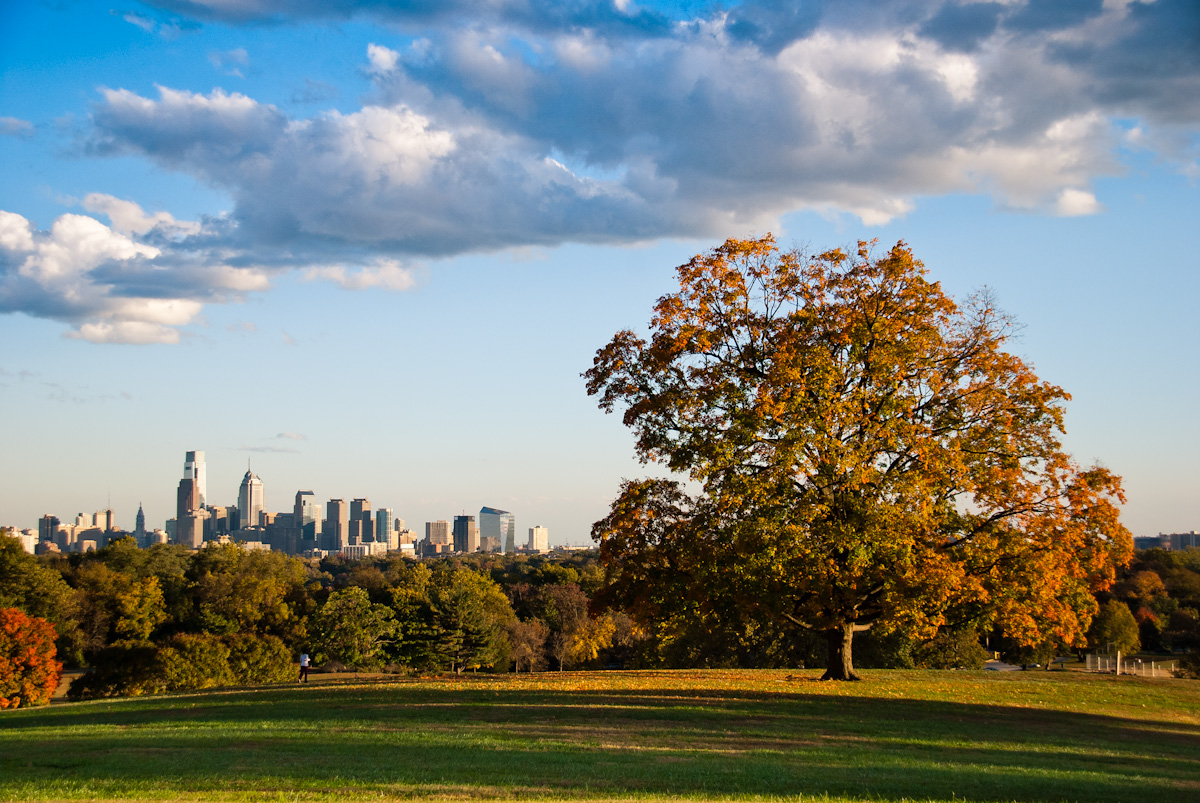
Fairmount Park

### University City a jih města
Západně od Rittenhouse Square, za druhou z filadelfských řek Schuylkill, leží čtvrť University City. Sídlí zde univerzita University of Pennsylvania založená v roce 1740. Vedle kampusu jsou tu i dvě muzea, Muzeum archeologie a antropologie a Institute of Contemporary Art s díly současných umělců z celého světa. Jižně od Rittenhouse Square leží South Street v jejímž okolí se nachází řada restaurací, obchodů s levným zbožím, hudebními nahrávkami apod. Ve čtvrti Bella Vista je pak oblíbený Italian Market, jedno z největších venkovních tržišť ve Spojených státech. Nabízí se zde zboží řemeslníků, domácí sýry, těstoviny, čerstvé ryby, maso.

### Fairmount Park a sever města
Fairmount Park leží v severozápadní části města, s rozlohou 37 km2 patří k největším městským parkům v zemi. Středem parku protéká řeka Schuylkill, podél řeky vedou trasy pro běžce a cyklisty, na levém břehu řeky se nachází veslařský klub. V parku je také několik historických domů, nejstarší je z 16. st. Rovněž je zde umístěna filadelfská zoo. Severně od parku leží čtvrť Germantown s několika historicky cennými budovami, především z 18. st. Severně od Germantownu leží prominentní čtvrť Chestnut Hill s historickými obytnými domy a panskými sídly. Čtvrť má také nejvyšší nadmořskou výšku ve městě, 136 m.
Naproti tomu čtvrť Kensington, kde se natáčel i film Rocky, je nechvalně proslulá pro vysokou míru bezdomovectví a kriminality a stala se jedním ze symbolů opioidové krize ve Spojených státech. Některé její části, jako například Fishtown, nicméně poslední dobou procházejí revitalizací a lákají umělce a hipstery.

## Městské části

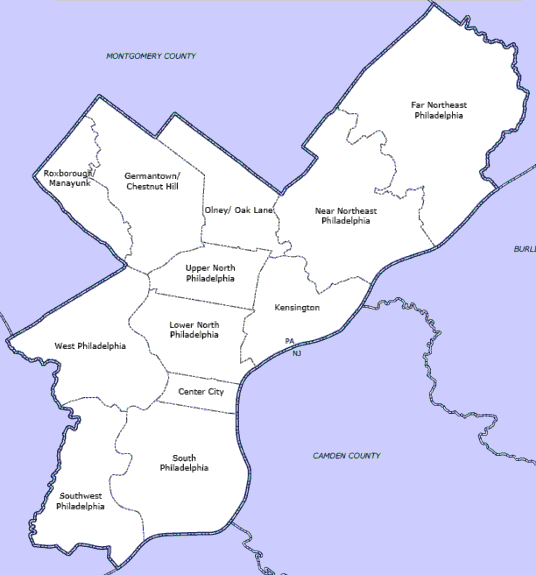
Městské oblasti

Filadelfie se skládá z 12 oblastí (sections).
Center City, South Philadelphia, Southwest Philadelphia, West Philadelphia, Lower North Philadelphia, Upper North Philadelphia, Bridesburg-Kensington-Richmond, Roxborough-Manayunk, Germantown-Chestnut Hill, Olney-Oak Lane, Near Northeast Philadelphia, and Far Northeast Philadelphia.
Každou z těchto oblastí pak tvoří jednotlivé čtvrtě (neighborhoods).
- Hlavní oblast Center City tvoří čtvrti: Avenue of the Arts, Callowhill, Chinatown, Elfreth's Alley, Fitler Square, Franklintown, French Quarter, Jewelers' Row, Logan Square, Market East, Museum District, Naval Square, Old City, Penn Center, Penn's Landing, Rittenhouse Square, Society Hill, South Street, Washington Square West.

## Demografie
Podle sčítání lidu z roku 2020 zde žilo 1 603 797 obyvatel, nárůst o 5,9 % oproti sčítání lidu v roce 2010.
15 % populace se narodilo mimo území Spojených států amerických a 24 % rezidentů hovořila doma jiným jazykem než angličtinou. 23 % populace žije v chudobě.

### Rasové složení
- 34,3 % nehispánští bílí Američané
- 38,3 % nehispánští Afroameričané
- 0,4 % američtí indiáni
- 8,3 % asijští Američané
- 0,1 % pacifičtí ostrované
- 6,9 % dvě nebo více ras

Obyvatelé hispánského nebo latinskoamerického původu, bez ohledu na rasu tvořili 14,9 % populace.

## Doprava

### Hromadná doprava
Město má rozsáhlou síť veřejné hromadné dopravy. Na starost ji má SEPTA (Southeastern Pennsylvania Transportation Authority). Páteř dopravy tvoří dvě linky metra, které jsou však z velké části nadzemní. Filadelfie je jedno z mála měst v Severní Americe, které si ponechalo tramvajové linky. Dnes jich je v provozu jen osm, většinou jsou rychlodrážního charakteru. V centru města jezdí tramvaje v tunelu tak, aby nebránily provozu na povrchu. Většina tramvajových linek vede do západní Filadelfie, což je starší část města. Tramvajová síť byla kdysi rozsáhlejší, avšak většina tratí byla nahrazena autobusy v padesátých letech. Kromě kolejové dopravy může SEPTA občanům a návštěvníkům města nabídnout autobusovou, trolejbusovou a vlakovou dopravu.
Město je obsluhováno rušným Mezinárodním letištěm Filadelfie, které se nachází na jihozápadním okraji města.

### Železniční doprava
Filadelfie byla vždy důležitým železničním uzlem, kromě příměstských vlaků se zde nachází i důležitá stanice Amtraku s výpravnou nádražní budovou v klasicistním stylu („Greek Revival“).

## Kultura

### Muzea

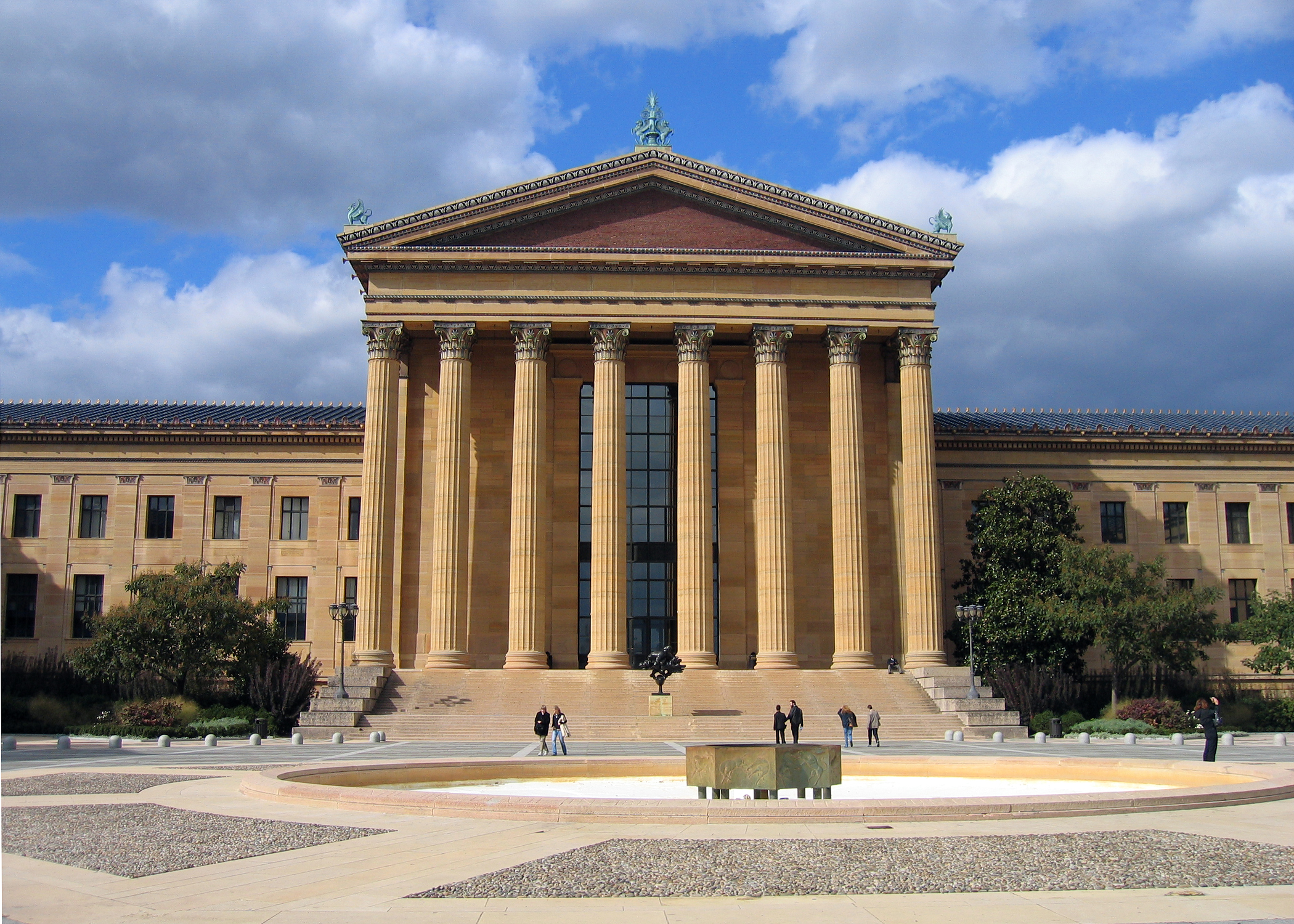
hlavní budova Muzea umění

- Academy of Natural Sciences Museum, přírodovědné muzeum
- American Swedish Historical Museum
- Civil War Museum of Philadelphia
- Franklin Institute Science Museum, jedno z prvních muzeí, které umožňovalo dotýkat se exponátů
- Museum of the American Revolution
- Pennsylvania Academy of the Fine Arts, muzeum s díly amerických malířů
- Philadelphia Museum of Art (Muzeum umění ve Filadelfii), jedno z nejvýznamnějších muzeí ve Spojených státech; sbírky evropského, asijského umění a amerického umění, malířství od pozdní gotiky po modernu, postimpresionismus, díla Picassa, Duchampa, Matisse; schodiště hlavního průčelí je známé z filmu Rocky
- Woodmere Art Museum
- National Liberty Museum, otevřeno 12. ledna 2000
- Barnesova nadace, galérie s významnou sbírkou malby impresionistů a evropské moderny

## Sport
- NHL: Philadelphia Flyers
- NFL: Philadelphia Eagles
- MLB: Philadelphia Phillies
- NBA: Philadelphia 76ers
- MLS: Philadelphia Union

## Partnerská města
- Aix-en-Provence, Francie
- Atény, Řecko
- Douala, Kamerun
- Florencie, Itálie
- Inčchon, Jižní Korea
- Kóbe, Japonsko
- Lyon, Francie
- Mosul, Irák
- Nižnij Novgorod, Rusko
- Tel Aviv, Izrael
- Tchien-ťin, Čína
- Toruň, Polsko

## Fotogalerie

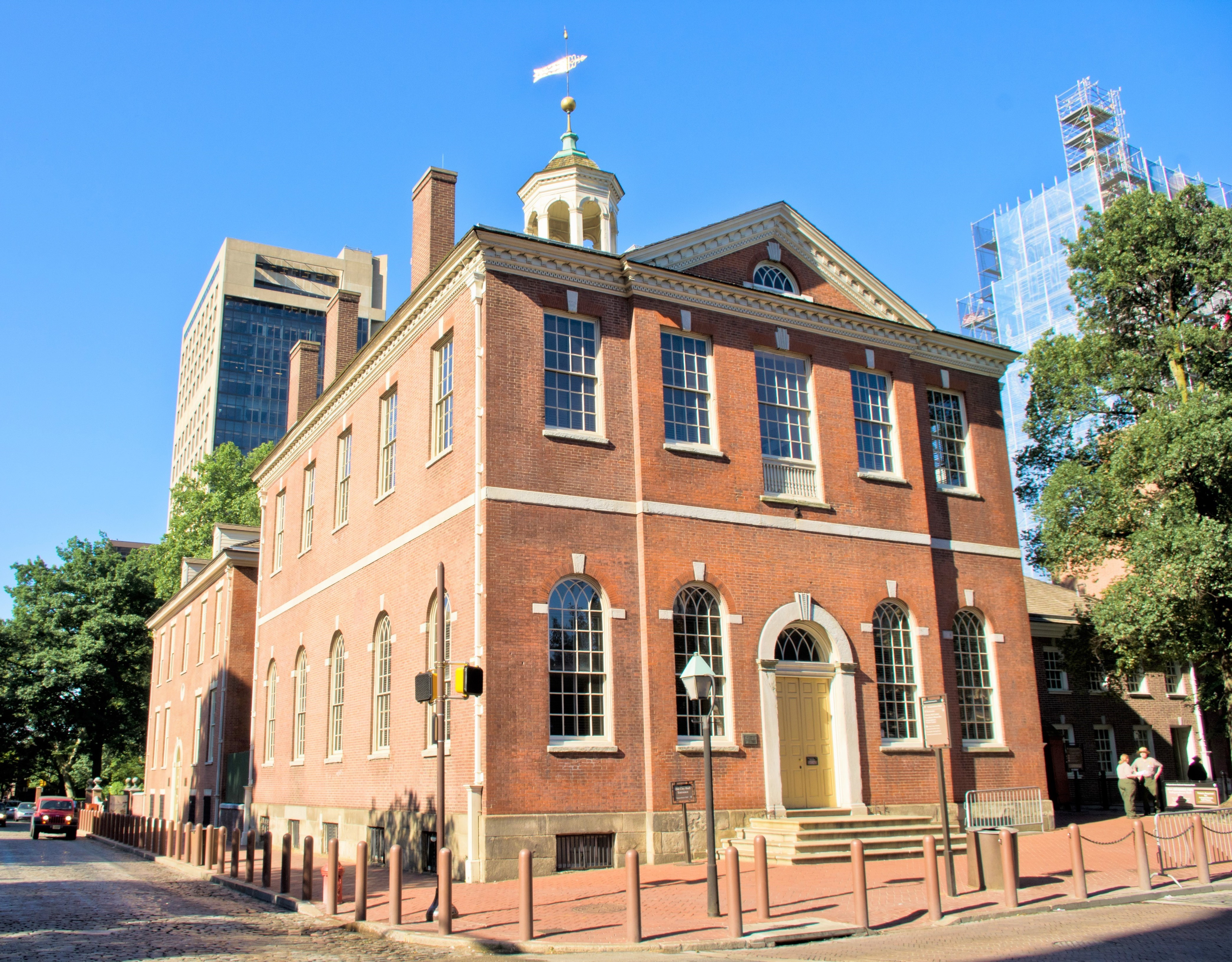
Old City Hall, 1. radnice
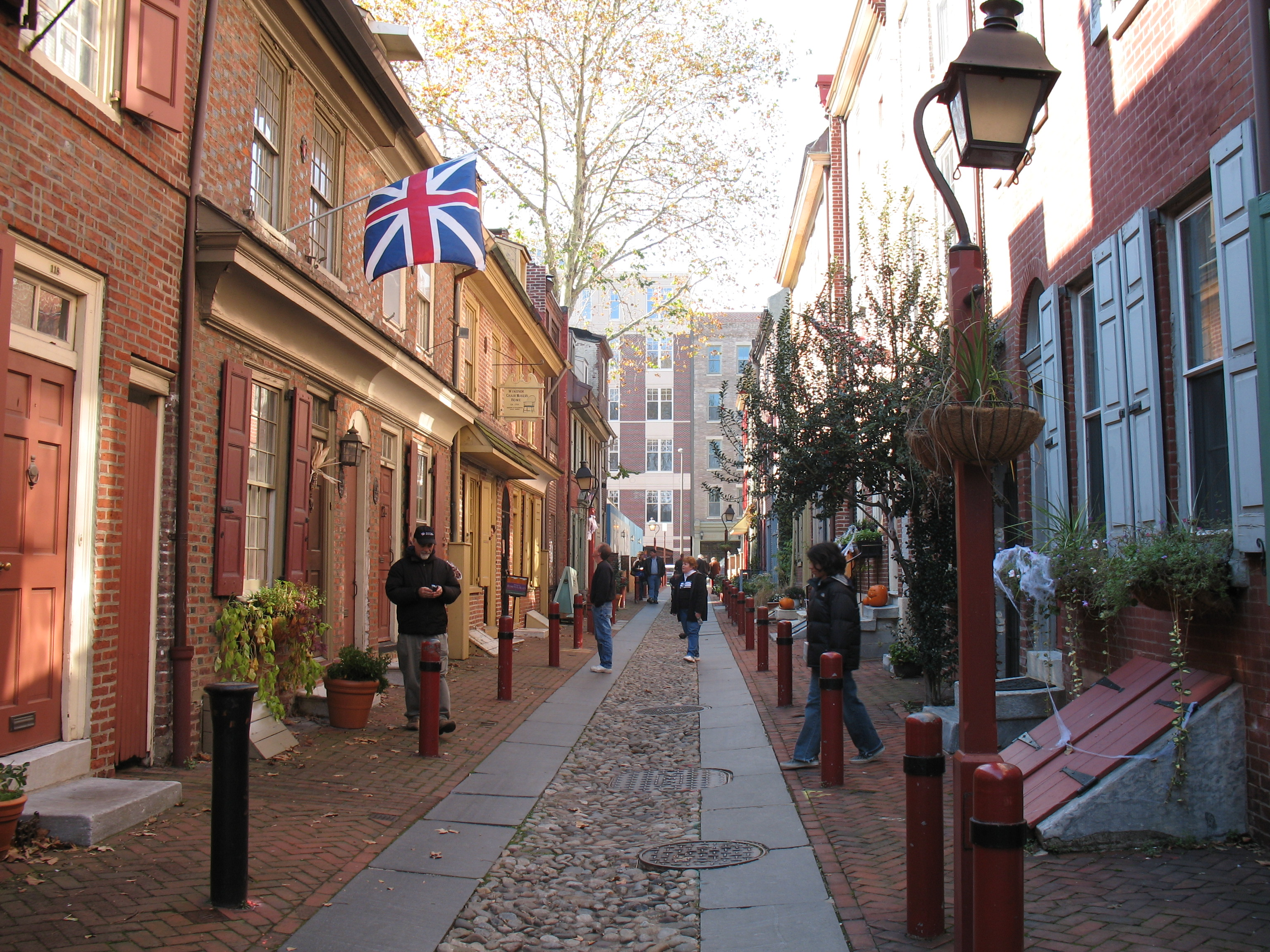
ulice Elfreth's Alley
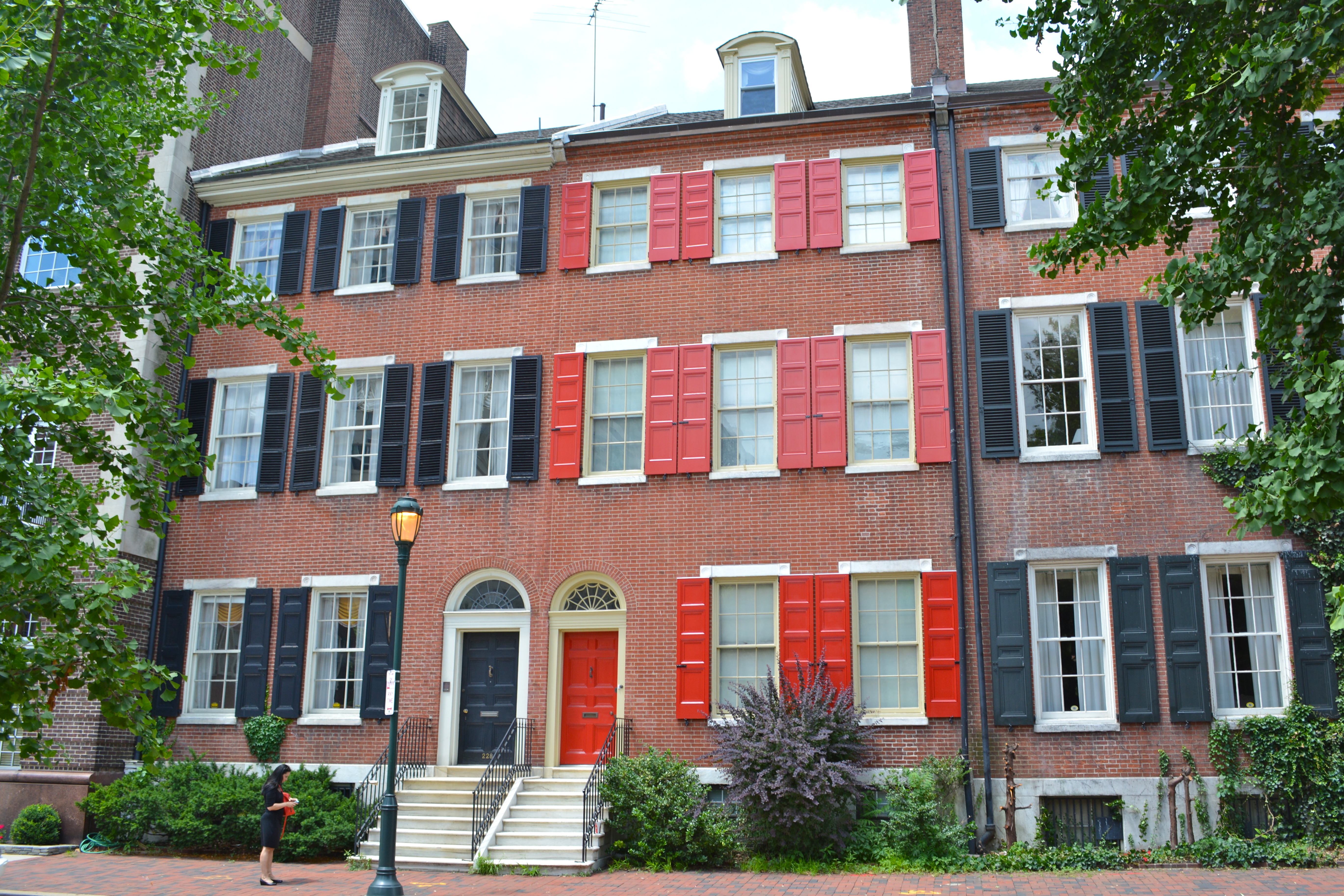
Society Hill
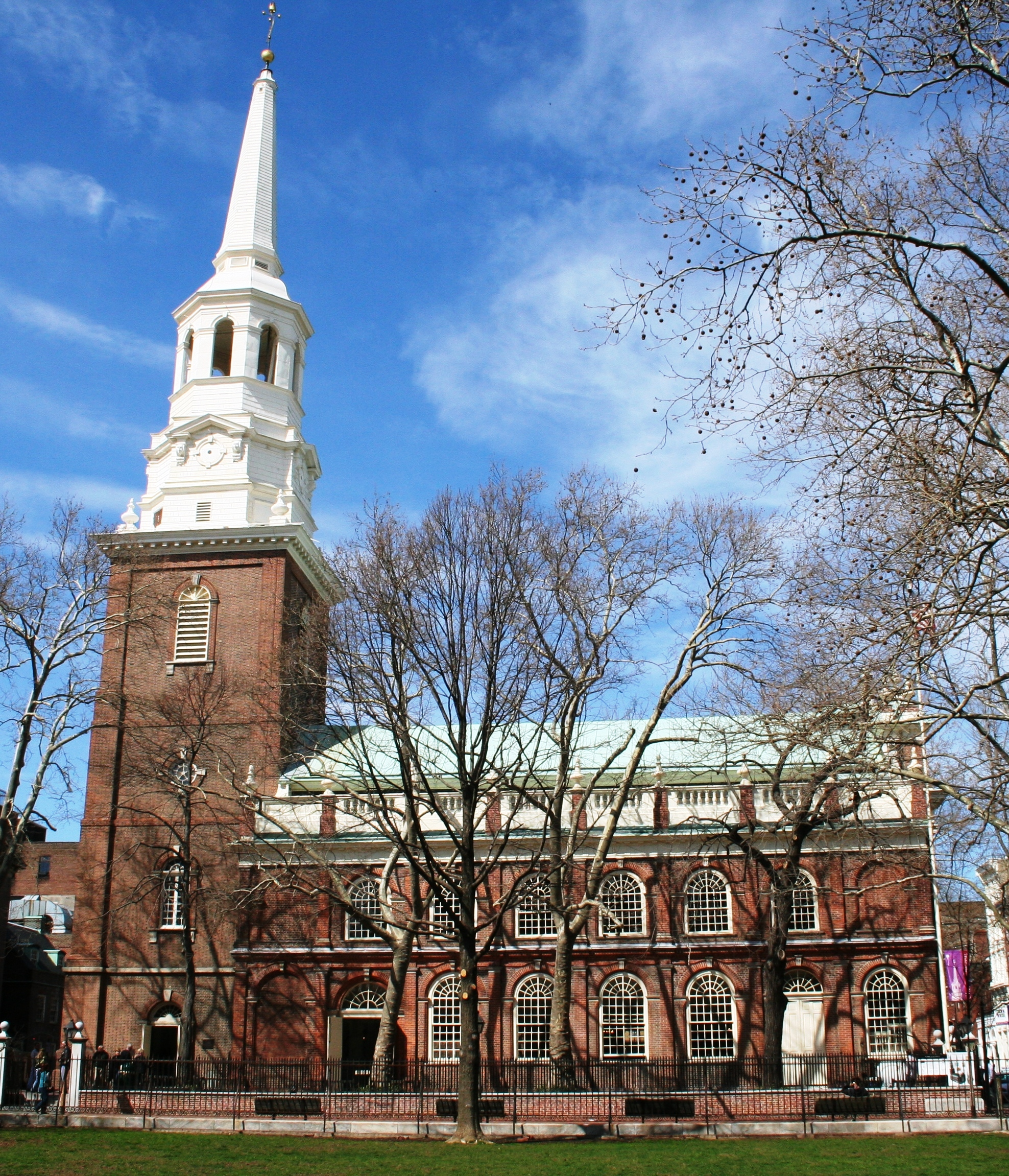
Christ Church (1695)
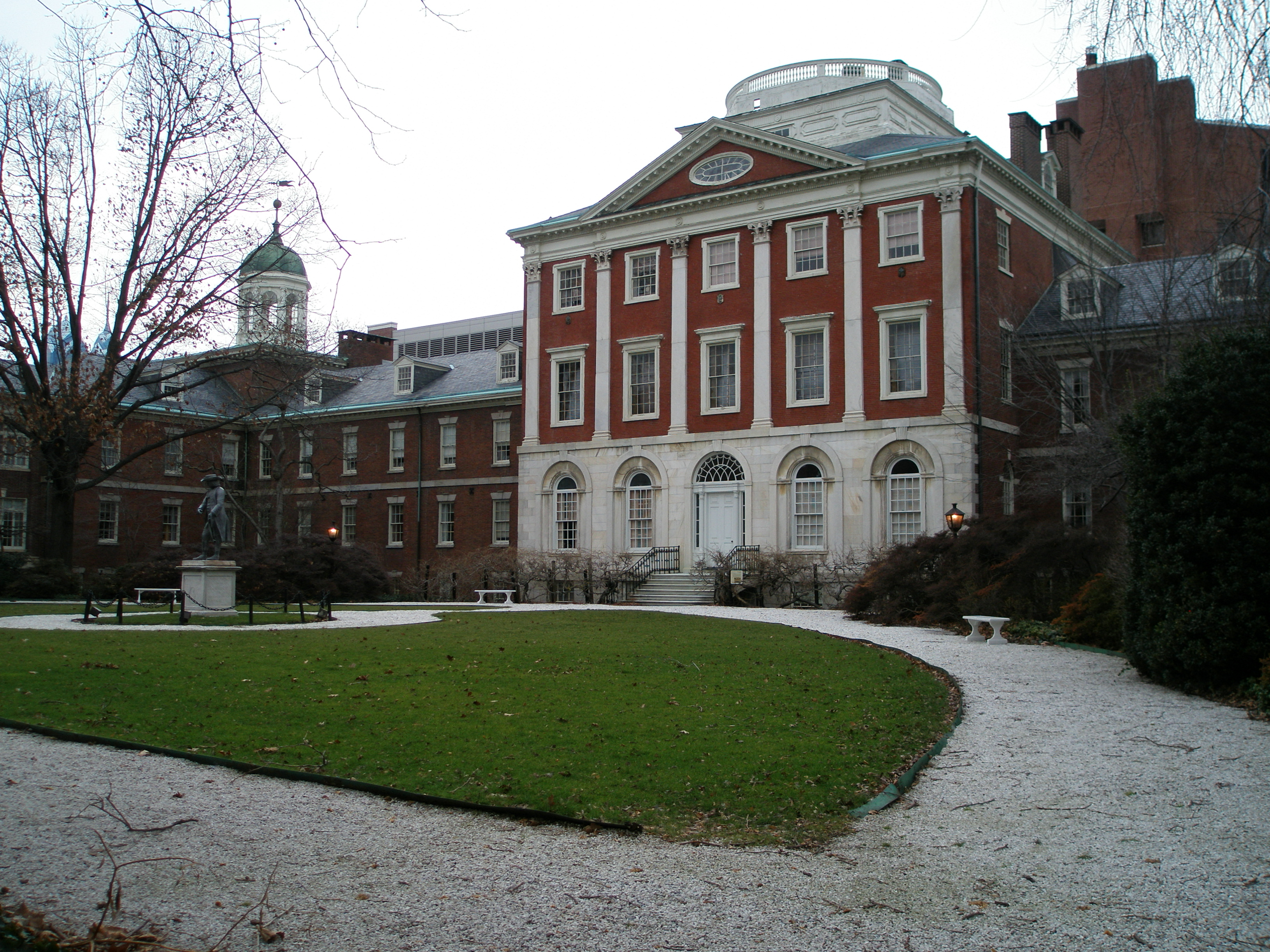
Pennsylvania Hospital (kolem 1750)
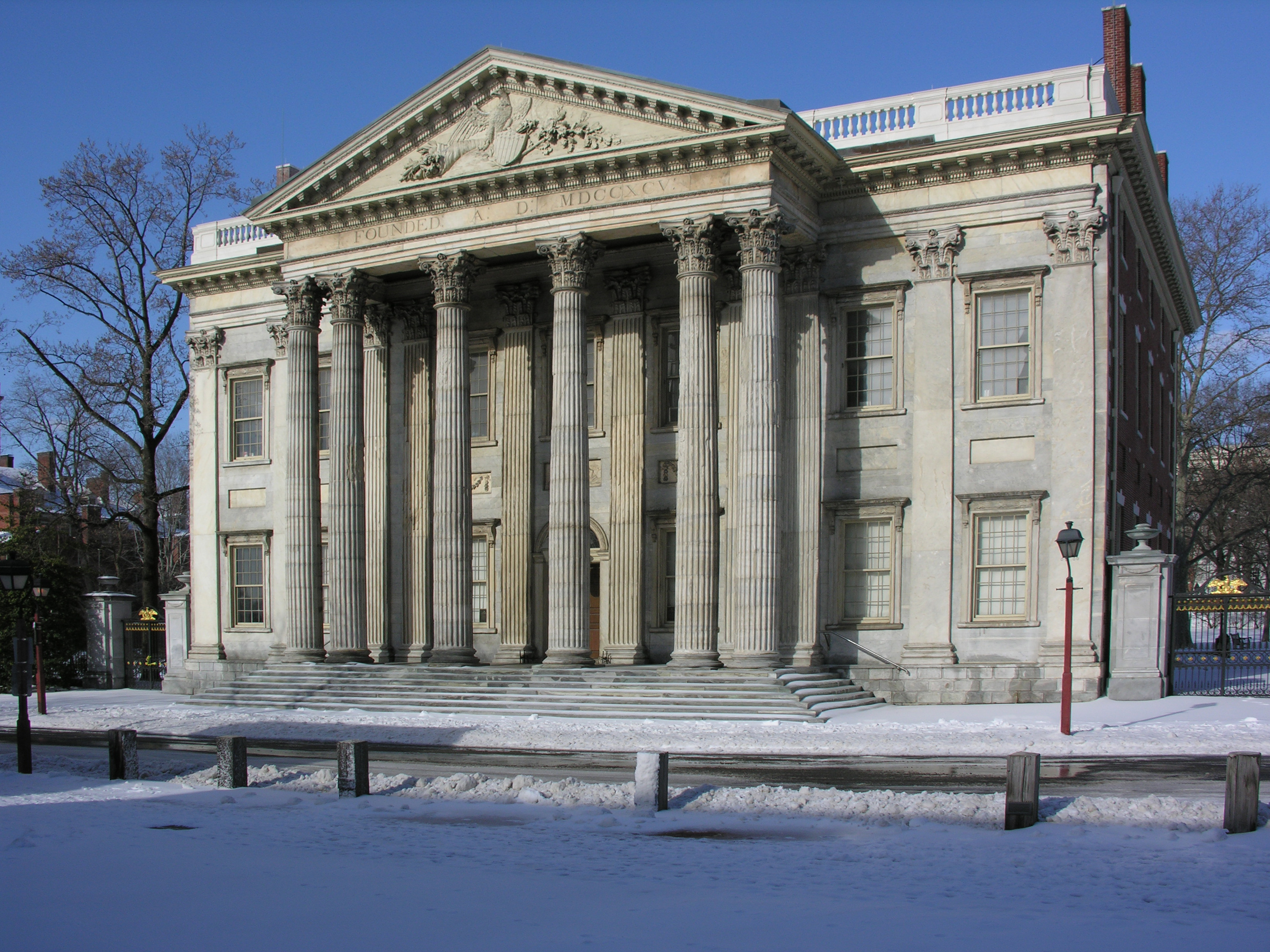
První banka Spojených států (1797)
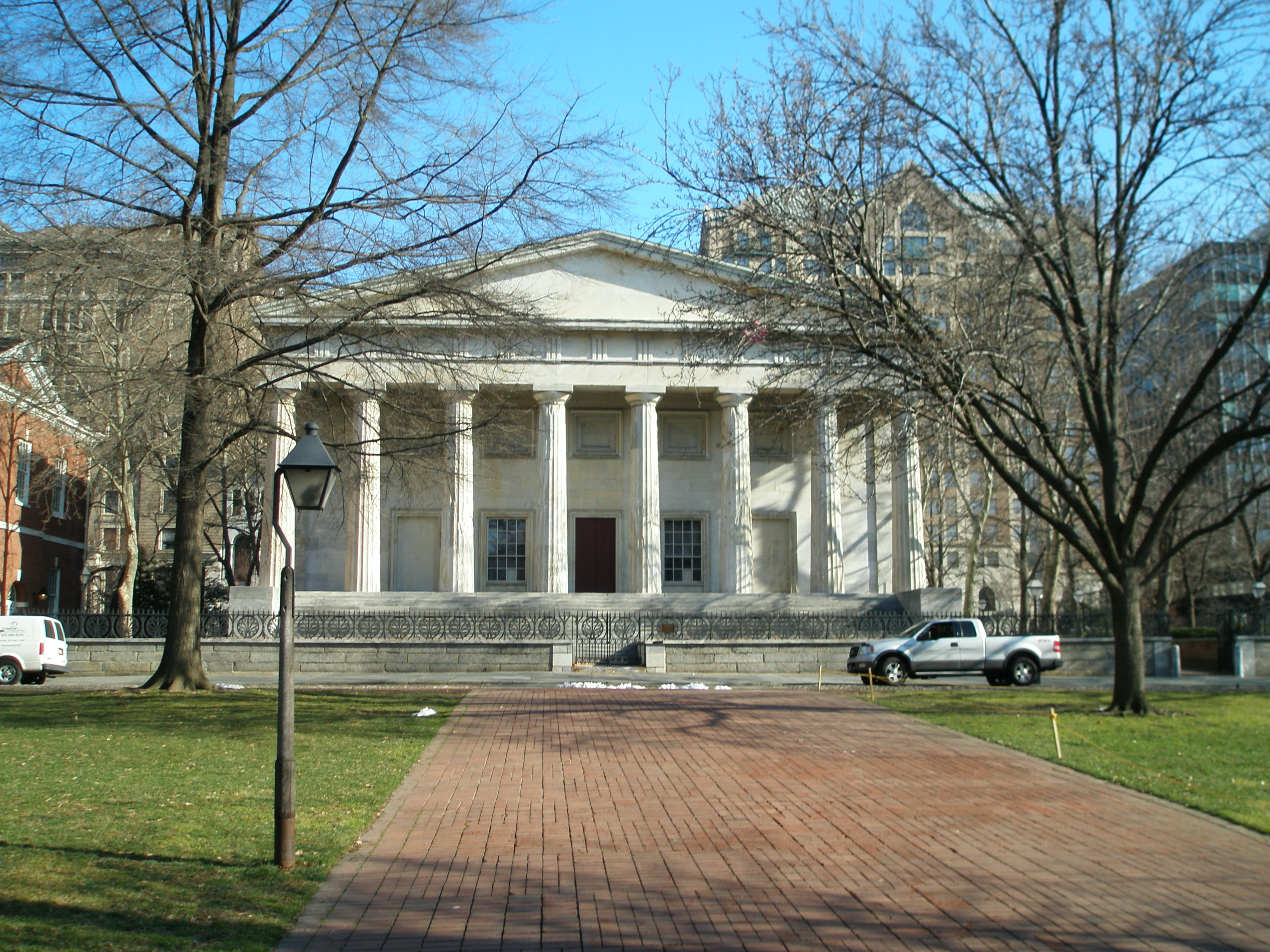
Druhá banka Spojených států (1824)
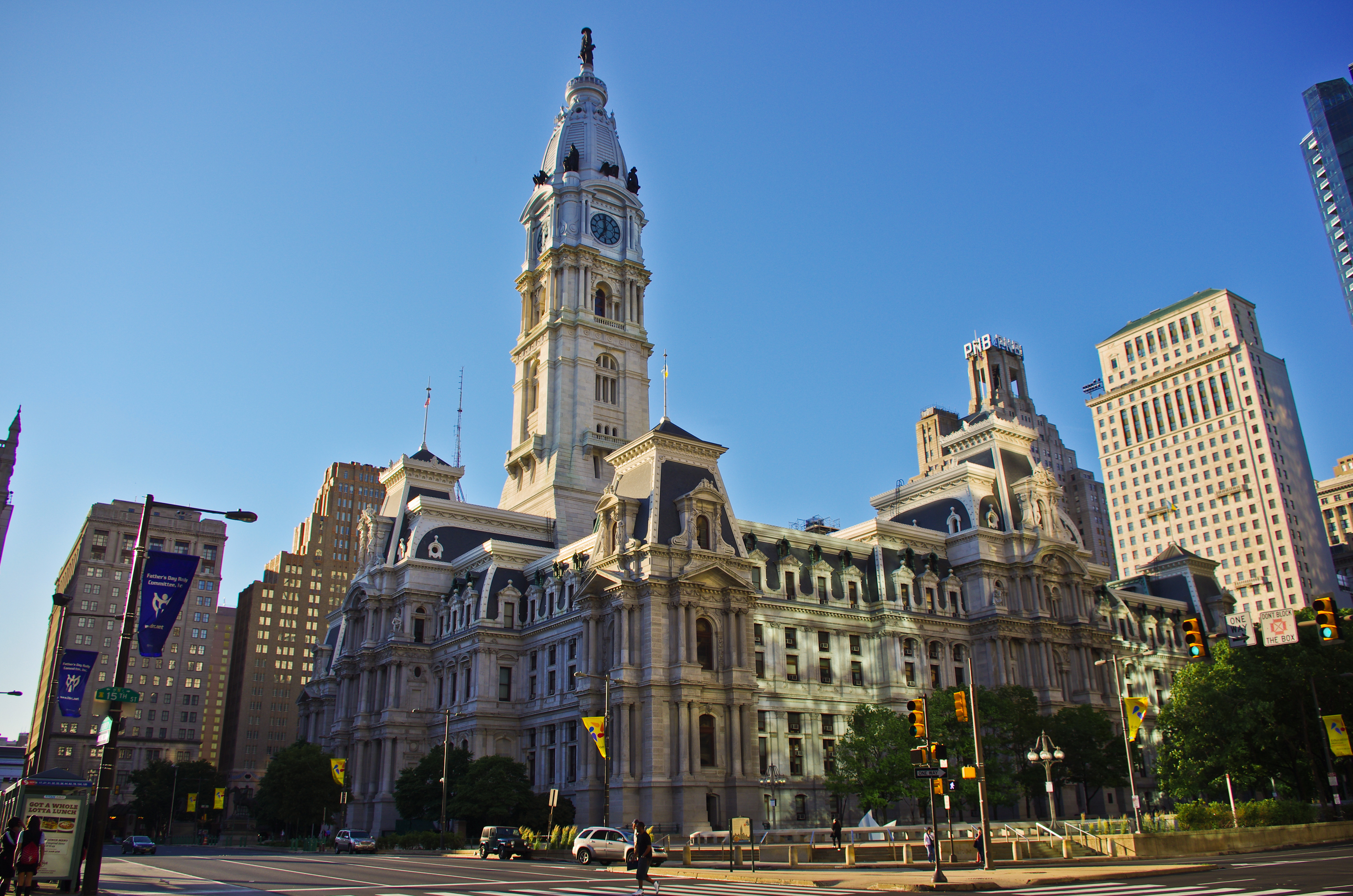
2. radnice
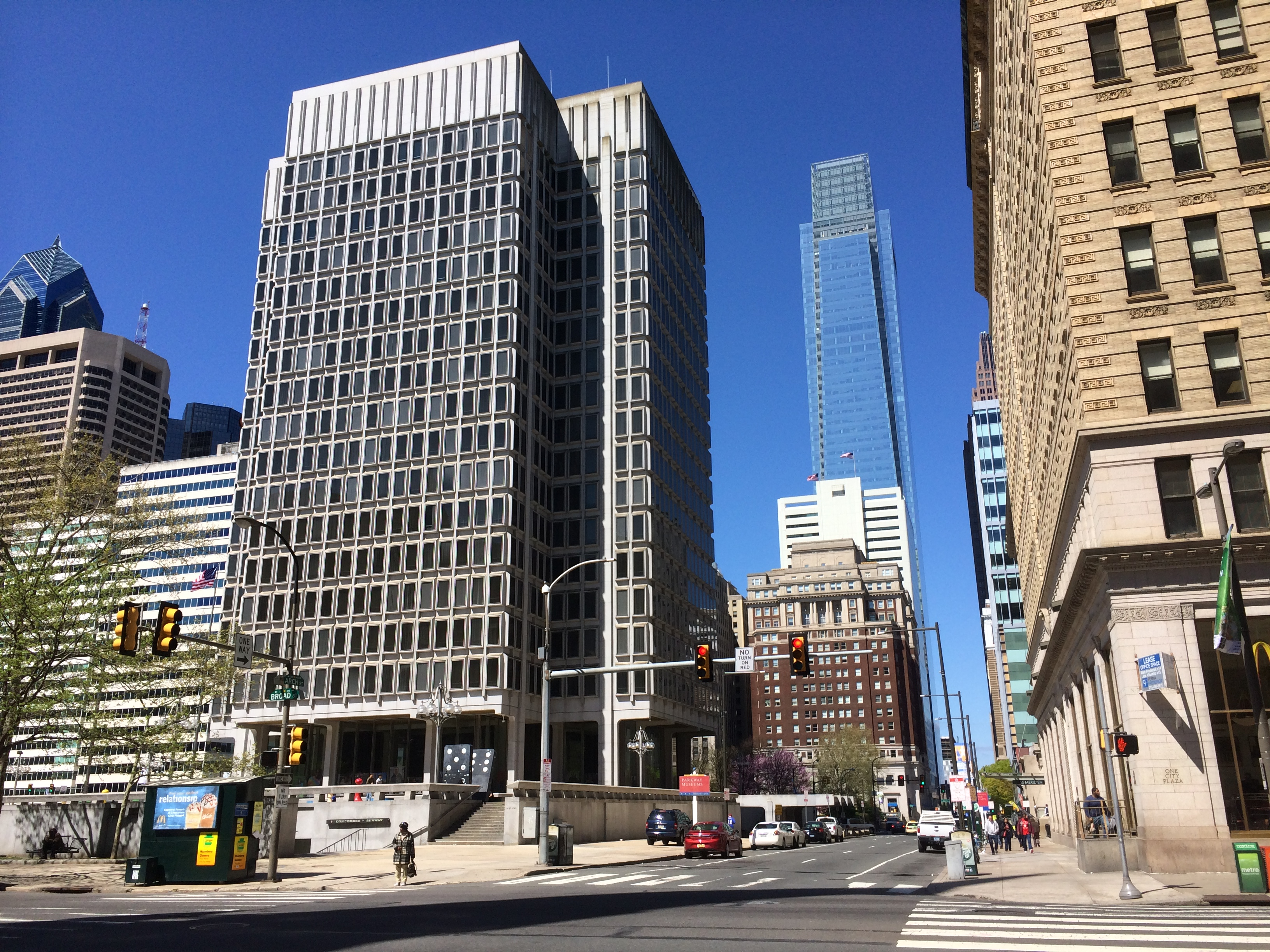
Center City, Arch St
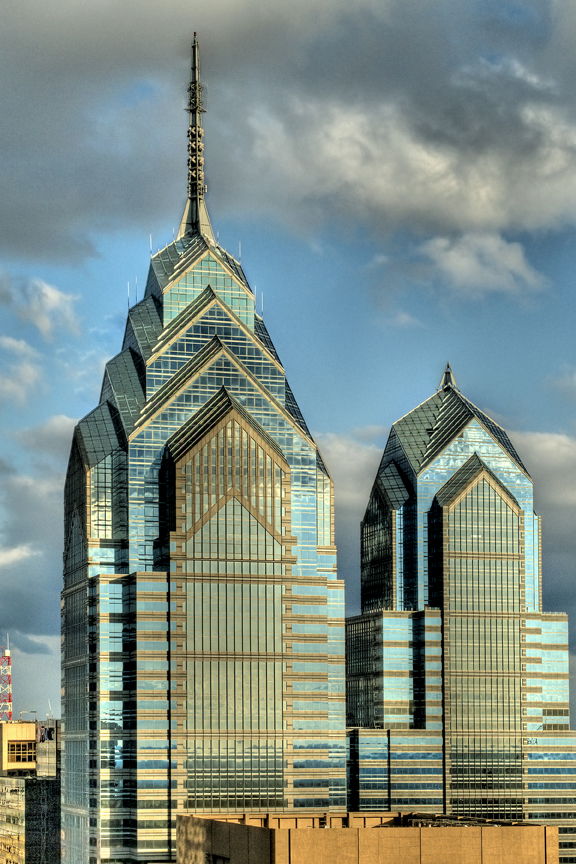
Mrakodrapy Liberty Place
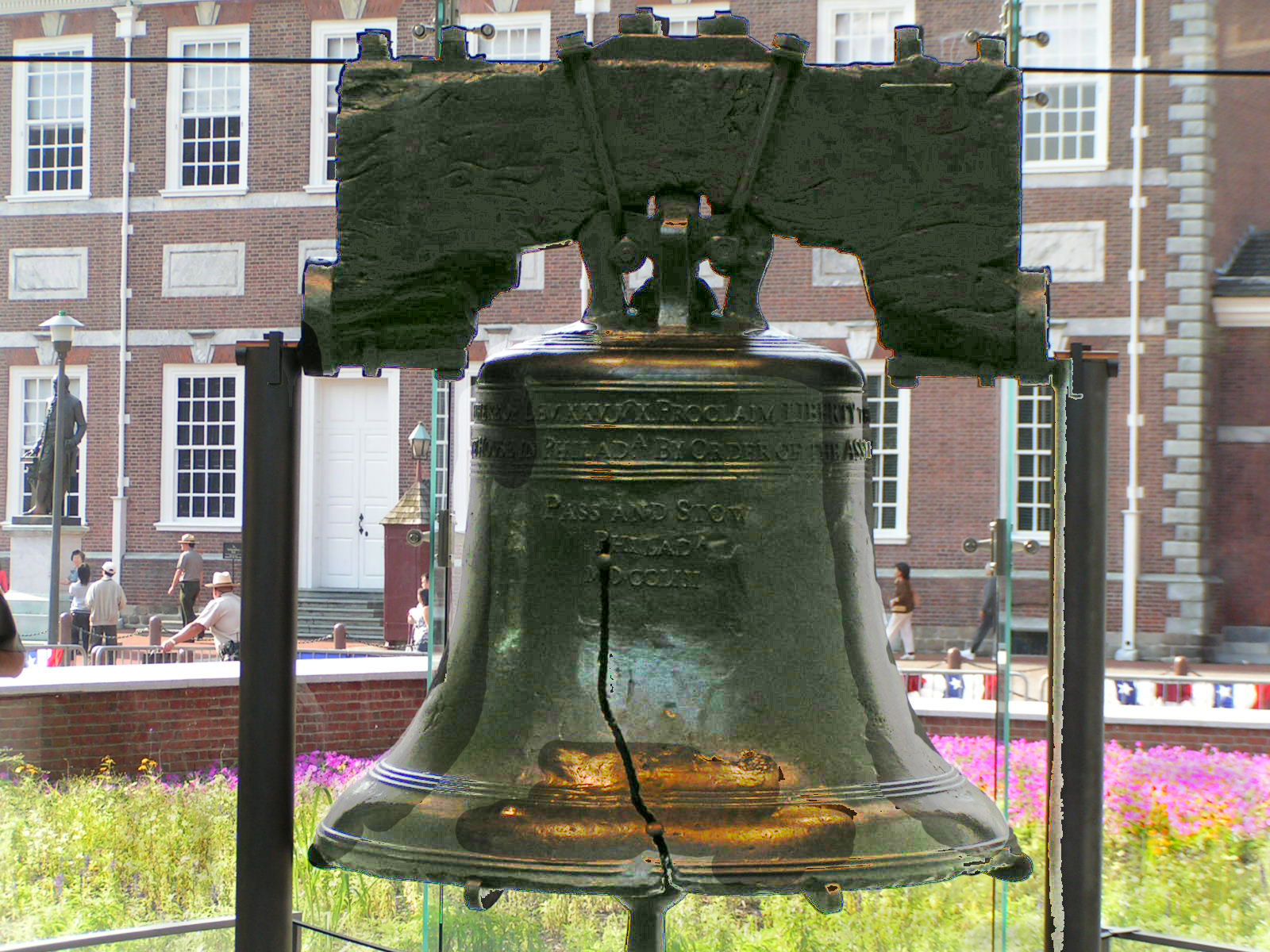
Zvon svobody (1752)
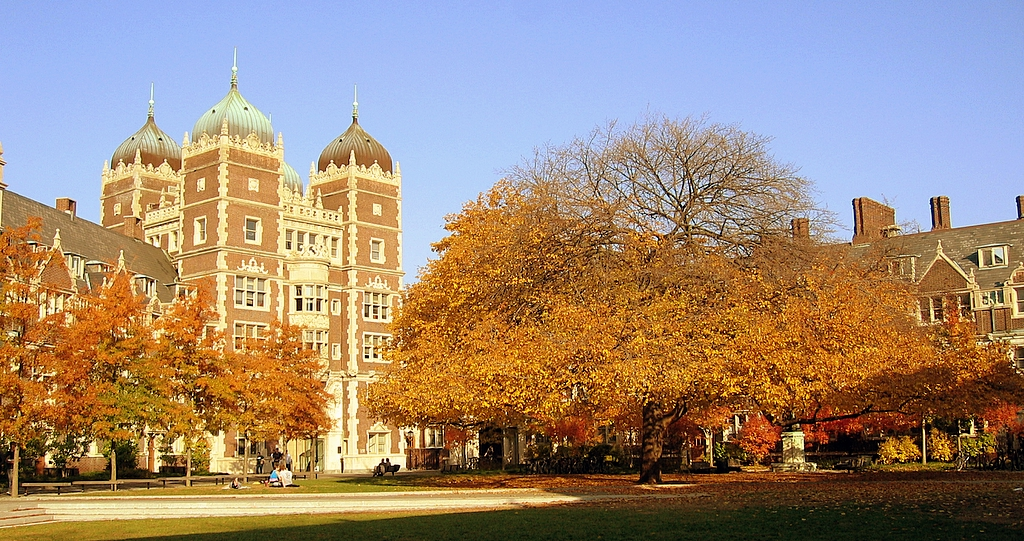
Filadelfská universita
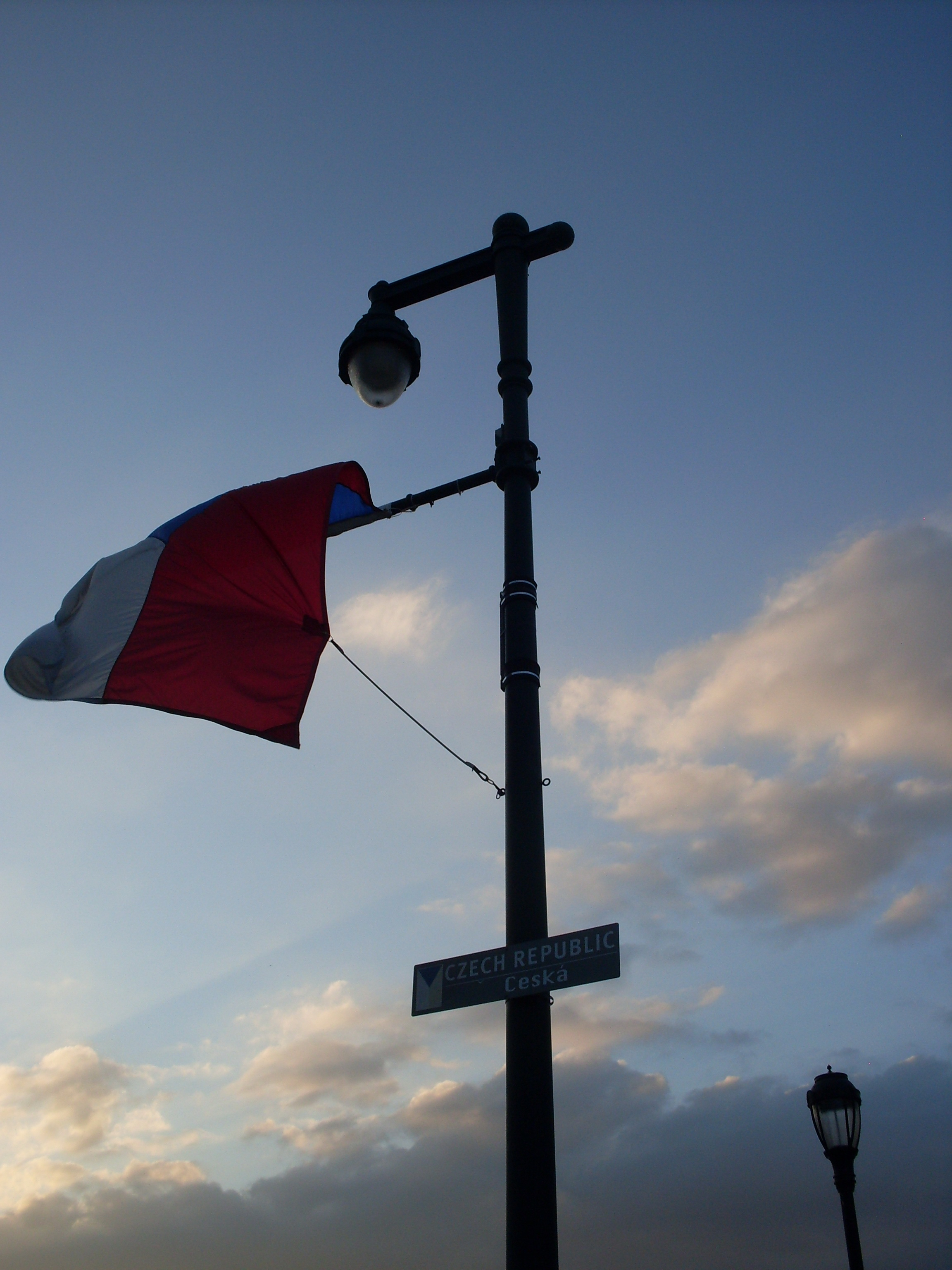
Česká vlajka v Ben Franklin Parkway
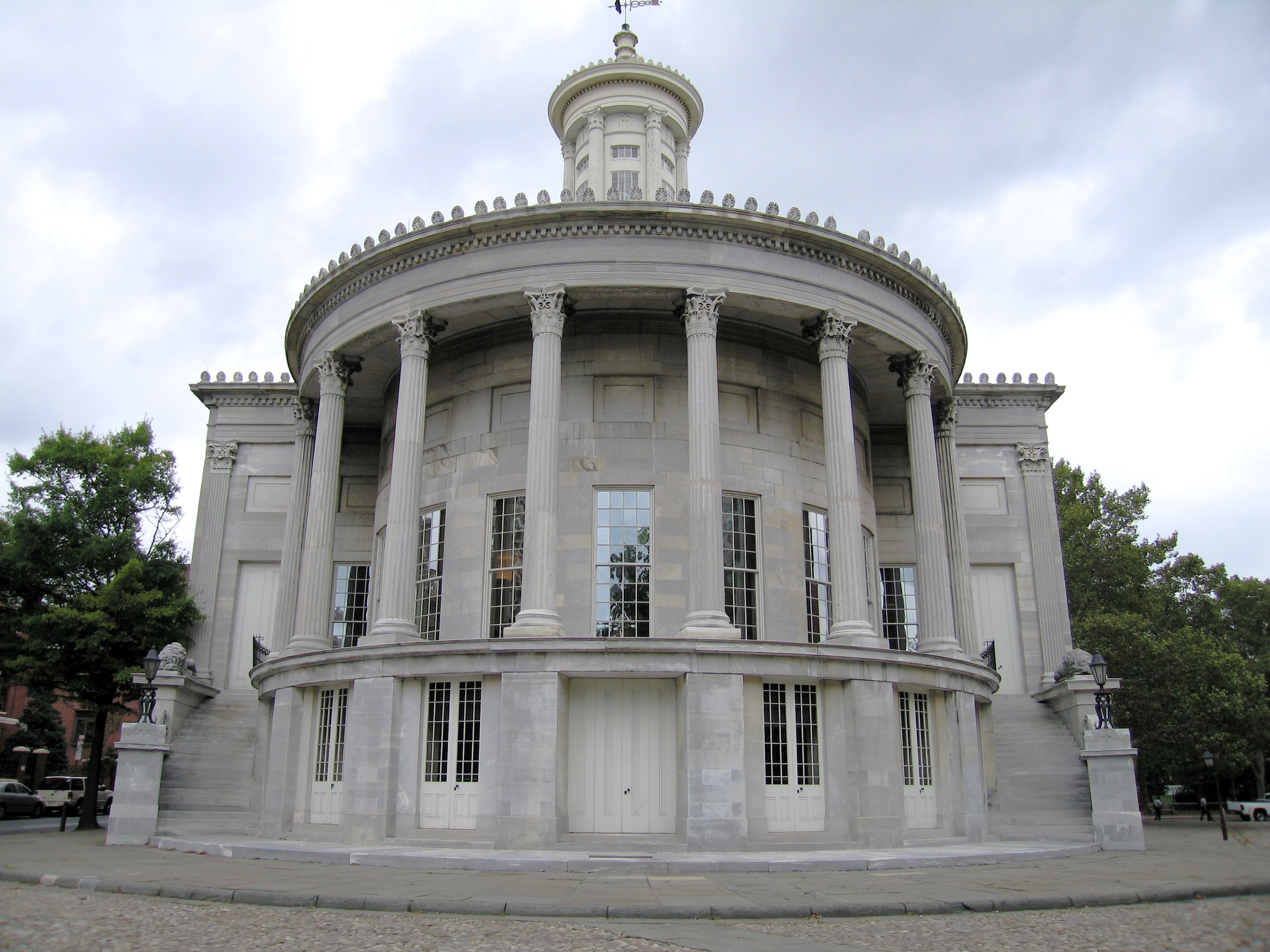
Burza (1832-1834)
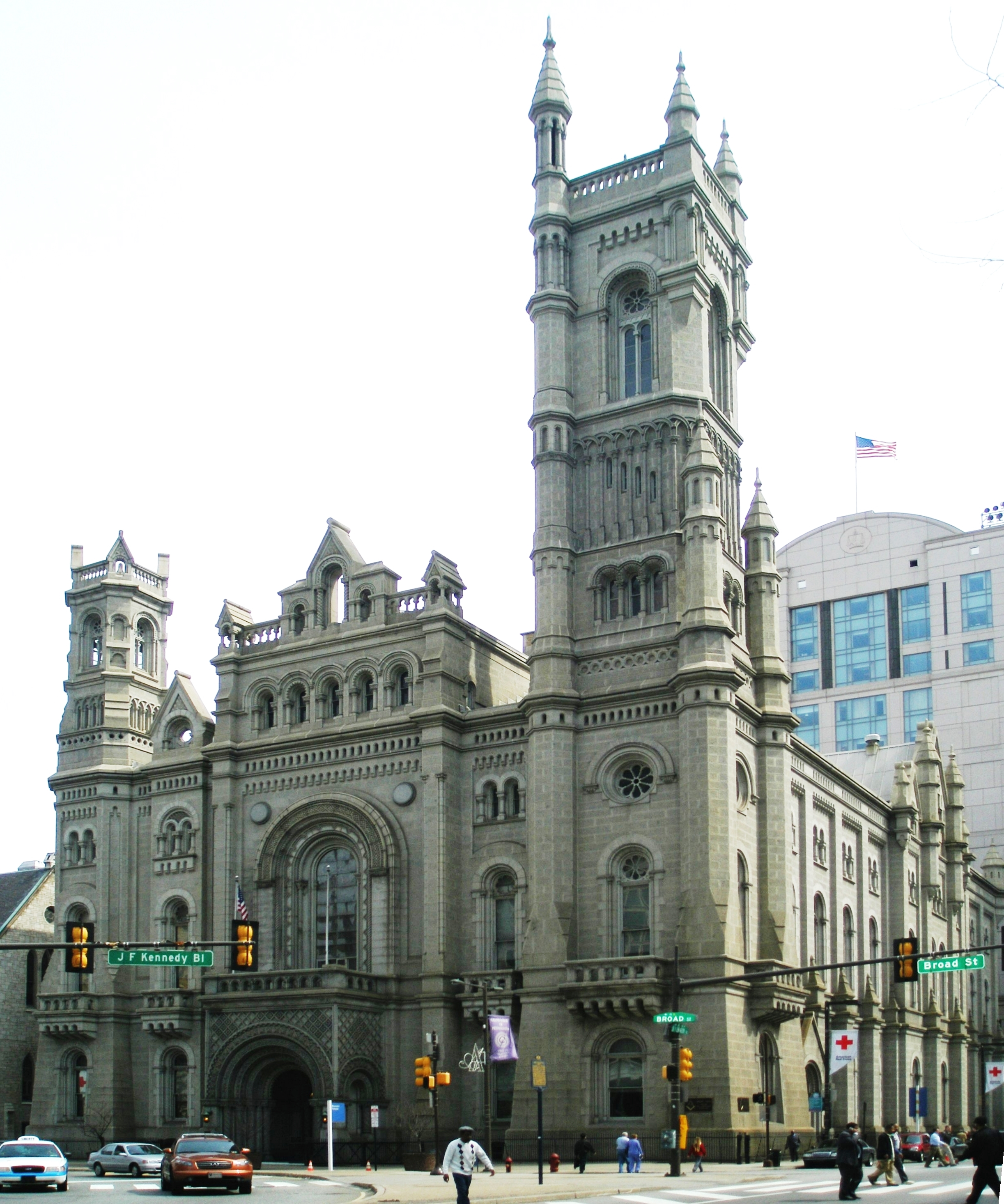
Templ svobodných zednářů (1873)
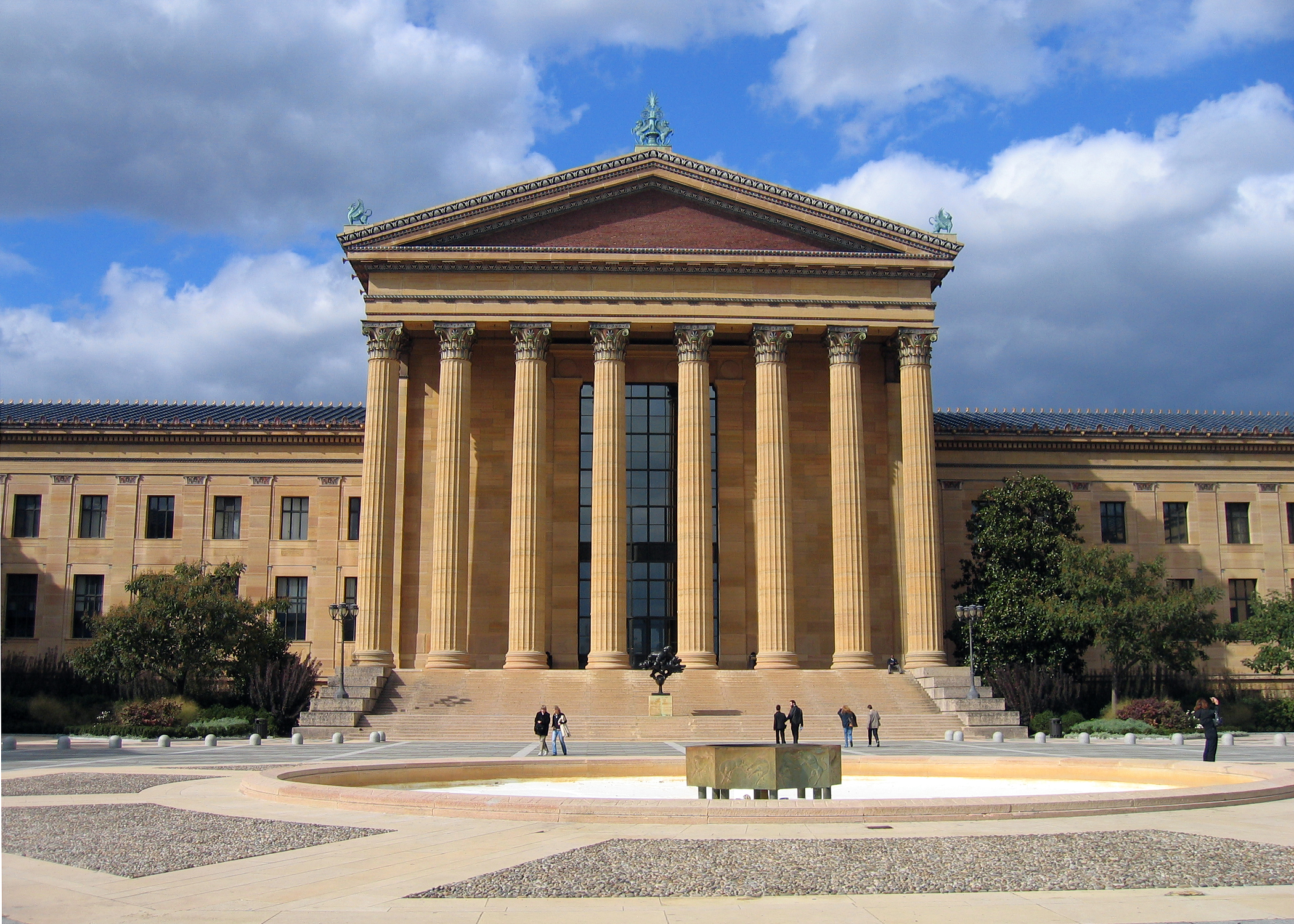
Philadelphia Museum of Art (1876)
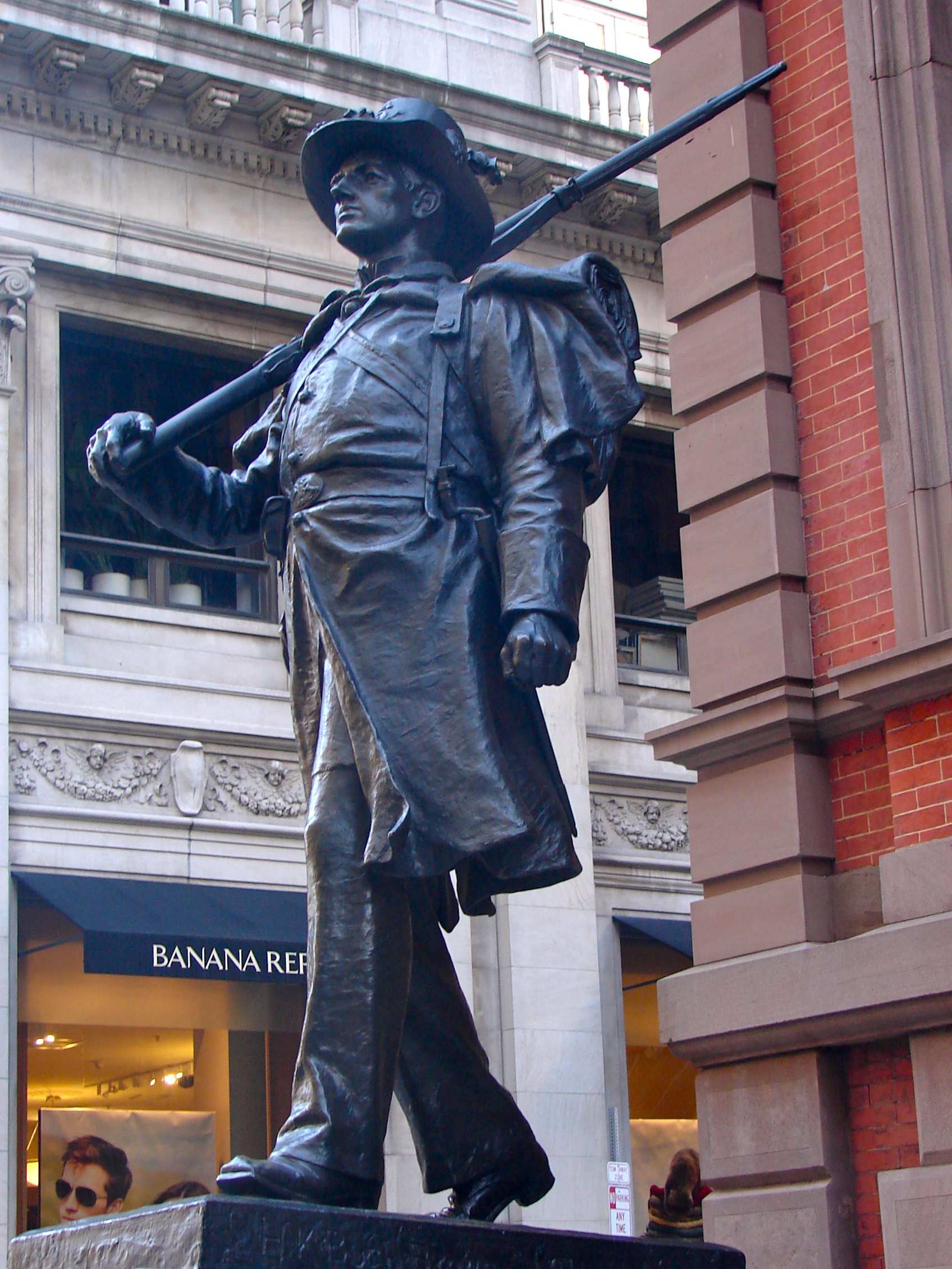
Gardista Spirit of '61